# Magic Fire
Magic Fire (Fuego mágico) es una película biográfica de la vida del compositor alemán Richard Wagner, dirigida por William Dieterle y producida por Republic Pictures. Se estrenó en Francia el 30 de junio de 1955, en Gran Bretaña el 15 de julio de ese mismo año, y en Estados Unidos el 29 de marzo de 1956.

## Argumento
Un joven Wagner (Alan Badel), de tan solo 21 años, se presenta al teatro de Magdeburgo ofreciéndose como nuevo director. Es rechazado, pero al conocer a Minna Planner (Yvonne De Carlo), las cosas empiezan a cambiar para él. Y es así como no solo es contratado como director del teatro, sino que además se casa con Minna, con quien forma un próspero y humilde hogar.
Richard aprovecha para visitar a un prestigioso compositor asentado en un hotel de París en ese entonces, Giacomo Meyerbeer, quien lo considera un simple novato. En el mismo lugar conoce a Franz Liszt (Carlos Thompson), con quien logra una muy buena amistad, a pesar del mal momento vivido con Meyerbeer. Detenido luego en París, regresa a Alemania para ser director en Dresde, donde el propio rey de Sajonia le pide ocupar el mismo cargo, esta vez para la corte real.
Wagner comienza a hacerse de amistades que lo vinculan con la política, y participa de la Revolución de 1848. Al ser descubierto, debe exiliarse, reencontrándose con Liszt, quien le presenta a su hija Cósima (Rita Gam). Richard obtiene refugio en Suiza, en la casa de un amigo de Franz, el comerciante Otto Wesendonck (Peter Cushing); la mujer de este, Mathilde (Valentina Cortese), siente un profundo amor por Wagner, quien a pesar de haber llevado a su mujer Minna con él, deja llevarse por un amor obsesivo, dedicándole a Mathilde la obra “Tristán e Isolda”. Minna descubre la relación secreta, y no solo abandona a Wagner, sino que Otto le pide a este que se fuera de su casa, truncándose la relación del compositor con Mathilde.
Solitario en Italia, Richard es convencido por Cósima y su marido, Hans von Bülow (Erik Schumann), discípulo y amigo del compositor, para acordar una amnistía con el gobierno germano para poder regresar a Alemania. Una vez en Berlín, el ministro Pfistermeister (Fritz Rasp) le comunica que el rey Luis II de Baviera (Gerhard Riedmann), quiere conocerlo en persona. Después de varios viajes, ocurre el encuentro, que deja en claro el favoritismo del rey hacia el compositor. Un viejo enemigo de Wagner, el ministro von Moll (Frederick Valk), antiguo cortesano del rey de Sajonia y actual de Luis II, ejerce presión sobre este para que le de mayor importancia a cuestiones políticas, y dejase de desperdiciar dinero satisfaciendo los gustos de su flamante director musical. Wagner, cada vez más hundido en la lujuria, contrae matrimonio con Cósima, quien dejó a von Bülow. Esto le cuesta a la pareja una pelea con Liszt, ahora volcado al catolicismo, e indignado por la locura cometida entre su hija con su mejor amigo.
En sus últimos años, Wagner se encuentra ocupado en la creación de su última obra, Parsifal, cuestionada por tratar cuestiones religiosas de forma “poco seria”. Liszt es mediador en esta cuestión, pidiéndole a su colega, ahora instalado en Bayreuth, que no continuara con la creación de la ópera, pero la música, pasión común en la vida de ambos, los llevó a la reconciliación. Franz, además, logra perdonar a su hija Cósima, tan solo unos días antes del martes 13 de febrero de 1883, fecha de la muerte de Richard Wagner.

## Reparto
- Alan Badel:[1] Richard Wagner.
- Yvonne de Carlo: Minna Planner.
- Carlos Thompson: Franz Liszt.
- Rita Gam:[2] Cósima Liszt.
- Valentina Cortese: Mathilde Wesendonck.
- Peter Cushing: Otto Wesendonck[3]
- Frederick Valk:[4] el ministro Von Moll.
- Gerhard Riedmann:[5] Luis II de Baviera.
- Erik Schumann:[6] Hans von Bülow.
- Fritz Rasp: Franz Seraph von Pfistermeister[7]
- Charles Regnier: Giacomo Meyerbeer.
- Heinz Klingenberg:[8] el rey de Sajonia.
- Robert Freitag: August Röckel.[9]
- Kurt Großkurth:[10] director artístico de Magdeburgo.
- Hans Quest:[11] Robert Hubner.
- Jan Hendriks:[12] Bakunin.
- Erich Wolfgang Korngold (sin acreditar): Hans Richter.

## Aparición de una copia alemana en 2023
Hace varios años que la película se encuentra disponible en internet en una versión en inglés, subtitulada en español, transmitida en su momento por el canal Cinecanal. En el año 2023, apareció en el sitio Youtube una copia doblada en alemán, cuya duración es mayor a la disponible en su idioma original (1:42:26 de la alemana frente a 1:34:08 de la ya conocida).
En los poco más de diez minutos de la versión alemana, titulada Frauen um Richard Wagner, aparecen pasajes que claramente no estaban en la versión para Hollywood y que ayudan a entender varias escenas. Por ejemplo, Richard viaja con Minna a París, no lo hace solo; el diálogo con Liszt en la capital francesa previo a tocar para Meyerbeer es más extenso; Hans von Bülow conoce a Wagner tras el concierto que éste brinda ante el rey de Sajonia, dejándole bien en claro el fanatismo que sentía por el compositor desde el principio. Por otra parte, aparecen más diálogos entre Cósima y Richard, y se explica un poco cómo termina la relación de éste con Mathilde Wesendonk; hay una breve referencia al nacimiento de Sigfried Wagner, y por último, una escena aparece modificada en su totalidad, la del encuentro entre el músico y el rey Luis II, en la que el primero solicita ayuda al monarca para poder llevar adelante la construcción del teatro de Bayreuth. Muchas de estas escenas ayudan a comprender algunas imágenes promocionales que circulan por internet  y que no coincidían con lo que se veía en la película, lo que también deja en claro el recorte importante que se realizó para el estreno en los Estados Unidos. 

## Curiosidades
- La Republic Pictures, acostumbrada al rodaje de películas del género western, realizó una excepción con esta obra, filmada en color, gracias a la técnica Trucolor.
- Si bien las críticas fueron bastante positivas en Europa, Magic Fire no tuvo el éxito esperado en Estados Unidos.
- La película fue rodada en Alemania, y en diversos lugares históricos, conservados en la actualidad. Ejemplo de ello son el castillo de Neuschwanstein, en Füssen, mandado a construir por Luis II de Baviera en 1869 y terminado en 1886, actualmente muy visitado por el turismo, y la casa de la familia Wesendonck, en Suiza, hoy convertida en museo, entre otros.
- El director de la música interpretada en la película, Erich Wolfgang Korngold también tuvo su participación en la misma, apareciendo como Hans Richter, director de diversas obras de Wagner en el Festival de Bayreuth, desde la creación del mismo en 1876.
- Varios aspectos históricos fueron descartadas para el film; en ningún momento se hace mención de los hijos que Cósima tuvo con su anterior marido, Hans von Bülow (Daniela y Blandine). Tampoco se aclara muy bien qué fue lo que llevó a Liszt a involucrarse con la Iglesia Católica. Por otra parte, la relación entre Wagner y el rey Luis II está bien adaptada, evitando tocar la verdadera personalidad del monarca. Se muestra la admiración hacia el compositor, mas no lo que realmente sentía por él.
- Magic Fire fue realizada para Hollywood, pero filmada en Europa, lo cual significó la única participación de varios actores del Viejo Continente para el cine norteamericano. Uno de los casos más destacados es el de Fritz Rasp, el Hombre Flaco de Metrópolis (1927), quien cuenta con una muy breve interpretación, la del ministro Franz Seraph von Pfistermeister, que va en busca de Wagner, para llevarlo ante el rey Luis II.